# Ingolstadt
Ingolstadt (bavarski: Inglståd, latinski: Auripolis) grad je u njemačkoj saveznoj pokrajini Bavarskoj. Oko 137.000 stanovnika živi u gradu na rijeci Dunavu. Godine 2006. Ingolstadt je slavio svoj 1200. rođendan.

## Povijest

### Stanovništvo
| Datum             | Stan.  |
| ----------------- | ------ |
| 1450.             | 3.000  |
| 1500.             | 5.000  |
| 1558.             | 4.548  |
| 1630.             | 6.500  |
| 1762.             | 8.000  |
| 1792.             | 7.000  |
| 1803.             | 4.813  |
| 1813.             | 5.433  |
| 1820.             | 4.800  |
| 1. prosinca 1834. | 7.800  |
| 1. prosinca 1837. | 7.200  |
| 1. prosinca 1840. | 9.189  |
| 3. prosinca 1846. | 9.706  |
| 3. prosinca 1852. | 14.400 |
| 3. prosinca 1855. | 15.025 |
| 3. prosinca 1858. | 15.712 |

| Datum              | Stan.  |
| ------------------ | ------ |
| 3. prosinca 1861.  | 19.398 |
| 3. prosinca 1867.  | 17.684 |
| 1. prosinca 1871.  | 13.157 |
| 1. prosinca 1875.  | 14.633 |
| 1. prosinca 1880.  | 15.251 |
| 1. prosinca 1885.  | 16.388 |
| 1. prosinca 1890.  | 17.646 |
| 2. prosinca 1895.  | 20.656 |
| 1. prosinca 1900.  | 22.207 |
| 1. prosinca 1905.  | 23.531 |
| 1. prosinca 1910.  | 23.745 |
| 1. prosinca 1916.  | 27.464 |
| 5. prosinca 1917.  | 27.293 |
| 8. listopada 1919. | 26.013 |
| 16. lipnja 1925.   | 26.630 |
| 16. lipnja 1933.   | 28.628 |

| Datum               | Stan.   |
| ------------------- | ------- |
| 17. svibnja 1939.   | 33.394  |
| 31. prosinca 1945.  | 33.923  |
| 29. listopada 1946. | 36.764  |
| 13. rujna 1950.     | 40.523  |
| 25. rujna 1956.     | 46.726  |
| 6. lipnja 1961.     | 53.405  |
| 31. prosinca 1965.  | 68.369  |
| 27. svibnja 1970.   | 70.414  |
| 31. prosinca 1975.  | 88.500  |
| 31. prosinca 1980.  | 90.490  |
| 31. prosinca 1985.  | 91.836  |
| 25. svibnja 1987.   | 96.071  |
| 31. prosinca 1990.  | 105.489 |
| 31. prosinca 1995.  | 111.979 |
| 31. prosinca 2000.  | 115.722 |
| 31. prosinca 2005.  | 121.314 |
| 31. prosinca 2006.  | 122.448 |

## Politika

### Gradonačelnici od 1818. godine
| - 1818. – 1821./1822.: Georg Reder - 1822. – 1824.: Theodor Steinle - 1824. – 1827.: Lorenz Schmid - 1827. – 1831.: Joseph Hotter - 1831. – 1842.: Johann Baptist Lonich - 1842. – 1844.: Ignaz Lallinger - 1844. – 1855.: Georg Ritter i Edler von Grundner - 1855. – 1896.: Matthias Doll - 1896. – 1920.: Jakob Kroher - 1920. – 1930.: Dr. Friedrich Gruber | - 1930. – 1945.: Dr. Josef Listl - 1945.: Max Gründl - 1945. – 1946.: Heinrich Runte - 1946./1948. – 1952.: Dr. Georg Weber - 1952. – 1955.: Josef Strobl - 1956. – 1966.: Dr. Josef Listl - 1966. – 1972.: Dr. Otto Stinglwagner - 1972. – 2002.: Peter Schnell, CSU - od 2002.: Dr. Alfred Lehmann, CSU |

## Gradovi partneri
- – Kirkcaldy (Regija Fife County), Škotska (Ujedinjeno Kraljevstvo), od 1962.
- – Carrara (Italija), od 1962.
- – Grasse (Francuska), od 1963.
- – Murska Sobota (Slovenija), od 1979.
- – Moskva – Krasnaja Presnaja (Rusija), od 1995.
- – Manisa (Turska), od 1998.
- – Kragujevac (Srbija), od 2003.
- – Opole (Poljska), od 2005.

## Gospodarstvo
Ove tvrtke su u Ingolstadtu:
- Audi
- Continental Automotive Systems (prije Telefunken i AEG)
- Pivnice:
  - Nordbräu
  - Herrnbräu
  - Ingobräu
  - Westpark

## Šport
- ERC Ingolstadt
- FC Ingolstadt 04
- MTV 1881 Ingolstadt
- SC Delphin Ingolstadt
- Box-Club Ingolstadt
- Motorclub Ingolstadt
- Ingolstadt Schanzer

## Poznate osobe
- Martin Sentić

## Vanjske poveznice
- Službena stranica

### Ostali projekti
|  | Zajednički poslužitelj ima još gradiva o temi Ingolstadt |